# Supermarine Type 553
El Supermarine Type 553 fue un proyecto de avión de investigación británico de Mach 2 de 1953, que nunca pasó de la propuesta inicial.

## Diseño y desarrollo
La dificultad de lograr volar a Mach 2 se hizo evidente durante el desarrollo del Type 545, lo que llevó a Vickers-Supermarine a proponer el 553 con un ala en flecha que reduciría la resistencia aerodinámica. Debía construirse utilizando una aleación de aluminio que limitaba la velocidad máxima, y el Ministerio del Aire quería un diseño de dos motores en el que se pudieran instalar fácilmente motores alternativos, por lo que se abandonó el desarrollo del 553. La falta de autonomía también fue citada como un problema. En su lugar se desarrolló el Bristol 188.

## Especificaciones (Type 553)
Referencia datos: Buttler, 2000, p.77 & 79

### Características generales
- Tripulación: Uno (piloto)
- Longitud: 17,7 m (58,1 ft)
- Envergadura: 9,4 m (30,8 ft)
- Superficie alar: 31 m² (333,7 ft²)
- Peso cargado: 12 247 kg (26 992,4 lb)
- Planta motriz: 1× turborreactor Rolls-Royce RB.106R.
  - Empuje normal: 67 kN (6832 kgf; 15 062 lbf) de empuje.
  - Empuje con postquemador: 101 kN (10 299 kgf; 22 706 lbf) de empuje.
- Capacidad de combustible: 3546 L

### Rendimiento
- Velocidad máxima operativa (Vno): 2451 km/h (1523 MPH; 1323 kt) (Mach 2,3), Mach 1,22 a nivel del mar
- Régimen de ascenso: 270 m/s (53 149 ft/min) (inicial)
- Carga alar: 399 kg/m² (81,7 lb/ft²)
- Empuje/peso: 0,56 a 0,84 (con posquemador)

## Aeronaves relacionadas

### Secuencias de designación
- Secuencia Numérica (interna de Supermarine): ← 550 - 551 - 552 - 553 - 554 - 555 - 556 →